# Pouzauges
Pouzauges és un municipi francès situat al departament de Vendée i a la regió de País del Loira. L'any 2007 tenia 5.362 habitants.

## Demografia

### Població
El 2007 la població de fet de Pouzauges era de 5.362 persones. Hi havia 2.306 famílies de les quals 756 eren unipersonals (328 homes vivint sols i 428 dones vivint soles), 755 parelles sense fills, 656 parelles amb fills i 139 famílies monoparentals amb fills.
La població ha evolucionat segons el següent gràfic:
Habitants censats

### Habitatges
El 2007 hi havia 2.538 habitatges, 2.321 eren l'habitatge principal de la família, 61 eren segones residències i 156 estaven desocupats. 2.072 eren cases i 446 eren apartaments. Dels 2.321 habitatges principals, 1.556 estaven ocupats pels seus propietaris, 726 estaven llogats i ocupats pels llogaters i 39 estaven cedits a títol gratuït; 80 tenien una cambra, 174 en tenien dues, 353 en tenien tres, 637 en tenien quatre i 1.077 en tenien cinc o més. 1.652 habitatges disposaven pel capbaix d'una plaça de pàrquing. A 1.131 habitatges hi havia un automòbil i a 945 n'hi havia dos o més.

### Piràmide de població
La piràmide de població per edats i sexe el 2009 era:
| Homes | Edats   | Dones |
| ----- | ------- | ----- |
| 0     | 95 o +  | 8     |
| 8     | 90 a 94 | 20    |
| 20    | 85 a 89 | 56    |
| 32    | 80 a 84 | 52    |
| 68    | 75 a 79 | 96    |
| 152   | 70 a 74 | 188   |
| 124   | 65 a 69 | 136   |
| 124   | 60 a 64 | 144   |
| 136   | 55 a 59 | 140   |
| 220   | 50 a 54 | 204   |
| 164   | 45 a 49 | 232   |
| 184   | 40 a 44 | 172   |
| 164   | 35 a 39 | 152   |
| 164   | 30 a 34 | 164   |
| 244   | 25 a 29 | 220   |
| 189   | 20 a 24 | 144   |
| 216   | 15 a 19 | 184   |
| 128   | 10 a 14 | 168   |
| 156   | 5 a 9   | 152   |
| 148   | 0 a 4   | 108   |

## Economia
El 2007 la població en edat de treballar era de 3.377 persones, 2.569 eren actives i 808 eren inactives. De les 2.569 persones actives 2.401 estaven ocupades (1.315 homes i 1.086 dones) i 168 estaven aturades (67 homes i 101 dones). De les 808 persones inactives 287 estaven jubilades, 242 estaven estudiant i 279 estaven classificades com a «altres inactius».

### Ingressos
El 2009 a Pouzauges hi havia 2.318 unitats fiscals que integraven 5.438,5 persones, la mediana anual d'ingressos fiscals per persona era de 16.996 €.

### Activitats econòmiques
Dels 298 establiments que hi havia el 2007, 3 eren d'empreses extractives, 10 d'empreses alimentàries, 3 d'empreses de fabricació de material elèctric, 24 d'empreses de fabricació d'altres productes industrials, 26 d'empreses de construcció, 65 d'empreses de comerç i reparació d'automòbils, 10 d'empreses de transport, 21 d'empreses d'hostatgeria i restauració, 1 d'una empresa d'informació i comunicació, 20 d'empreses financeres, 10 d'empreses immobiliàries, 43 d'empreses de serveis, 38 d'entitats de l'administració pública i 24 d'empreses classificades com a «altres activitats de serveis».
Dels 73 establiments de servei als particulars que hi havia el 2009, 1 era una oficina d'administració d'Hisenda pública, 1 gendarmeria, 1 oficina de correu, 5 oficines bancàries, 3 funeràries, 11 tallers de reparació d'automòbils i de material agrícola, 2 tallers d'inspecció tècnica de vehicles, 2 autoescoles, 4 paletes, 6 guixaires pintors, 2 fusteries, 3 lampisteries, 3 electricistes, 1 empresa de construcció, 7 perruqueries, 3 veterinaris, 2 agències de treball temporal, 6 restaurants, 5 agències immobiliàries, 1 tintoreria i 4 salons de bellesa.
Dels 28 establiments comercials que hi havia el 2009, 1 era un hipermercat, 1 un supermercat, 1 una gran superfície de material de bricolatge, 1 una botiga de més de 120 m², 1 una botiga de menys de 120 m², 4 fleques, 2 llibreries, 7 botigues de roba, 2 sabateries, 1 una botiga d'electrodomèstics, 1 una botiga de mobles, 1 un drogueria, 2 joieries i 3 floristeries.
L'any 2000 a Pouzauges hi havia 74 explotacions agrícoles que ocupaven un total de 2.352 hectàrees.

## Equipaments sanitaris i escolars
El 2009 hi havia 1 psiquiàtric, 3 farmàcies i 2 ambulàncies.
El 2009 hi havia 1 escola maternal i 3 escoles elementals. A Pouzauges hi havia 2 col·legis d'educació secundària, 1 liceu d'ensenyament general i 2 liceus tecnològics. Als col·legis d'educació secundària hi havia 968 alumnes, als liceus d'ensenyament general n'hi havia 392 i als liceus tecnològics 26.

## Poblacions més properes
El següent diagrama mostra les poblacions més properes.